# Pusheen
Pusheen è un personaggio immaginario ideato nel 2010 da Claire Belton e Andrew Duff per una striscia a fumetti, Pusheen Things, pubblicata sul loro sito internet, Everyday Cute.
Il personaggio divenne noto per essere stato oggetto di un set di sticker per Facebook (immagini che possono essere allegate ai commenti e ai messaggi personali) nel 2013.

## Personaggio
Una gattina di 15 anni. Sul sito ufficiale Pusheen viene descritta come un gatto soriano grigio. La striscia a fumetti originale includeva i personaggi ispirati ai due creatori, Belton e Duff, al loro cane Carm (diminutivo di “Carmen” e adattato come pusheendog) e a Pusheen, il gatto di Claire Belton che ora vive con i genitori in Oregon. Il nome Pusheen deriva dalla parola puisín, che significa gatto in Irlandese. Qualche volta Pusheen viene affiancata dalla sorellina Stormy di 11 anni e, occasionalmente, Pusheen e Stormy sono disegnati in temi differenti come Pusheenosaurus Rex, dove Pusheen è un dinosauro e Stormy un uovo di dinosauro. Pusheen ha anche mamma e papà, un marito, un fratellino (di nome Pip) che ha 9 anni e due figli uno di nome Socks e l'altro Beebs.

## Storia editoriale
Pusheen è apparso per la prima volta nel maggio 2010 all'interno della striscia a fumetti "Pusheen Things" sul sito internet di Claire Belton e Andrew Duff, Everyday Cute. Nel 2011, Belton e Duff hanno lanciato un sito interamente dedicato a Pusheen. Nel 2013, Belton ha pubblicato I Am Pusheen The Cat, una collezione di vignette con il gatto Pusheen.
Nell'Aprile 2017 la Pusheen Corporation ha acquisito degli uffici nei sobborghi di Chicago a Park Ridge. Gli uffici sono usati come spazio di lavoro per artisti e fotografi.

## Merchandising
La Pusheen Corporation iniziò a vendere prodotti Pusheen dopo che la popolarità del gatto decollò nel luglio 2010. I primi prodotti venduti sul sito Everyday Cute sono stati ciondoli e portachiavi. Da quel momento i prodotti venduti sono aumentati e ora la Pusheen Corp collabora con diversi marchi per creare e vendere merchandise nei negozi, tra cui la nota catena americana Barnes & Noble. Le vendite sono state aumentate ulteriormente grazie alla collaborazione con il sito Hey Chickadee, che nell'Aprile 2019 è stato rimarchiato The Pusheen Shop.